# Район имени Фрица Геккерта
Район имени Фрица Геккерта (нем. Deutscher Rayon Fritz-Heckert, до мая 1936 года — Высокопольский) — административно-территориальная единица УССР. Назван в честь немецкого коммуниста Фрица Геккерта. До административной реформы 1930 года входил в состав Херсонского округа, с сентября 1930 года подчинялся непосредственно центру, с февраля 1932 года — в составе Днепропетровской области, с сентября 1937 года — Николаевской области.
Высокопольский район создан в соответствии с постановлением Всеукраинского центрального исполнительного комитета (ВУЦИК) и Совета народных комиссаров (СНК) УССР от 31 марта 1926 года «Об образовании на территории Херсонской округа Высокопольского района с преобладающим немецким населением» .
На момент создания включал 7 сельских советов (немецкие: Высокопольский, Озеровский, Пригорьевский, Кочубеевский, украинский Заградовский, а также смешанные Ивановский и Натальинский). Создавался как район перспективной немецкой колонизации. Наркомат земледелия УССР планировал в течение 10-ти лет расселить на колонизационных фондах Херсонщины 2676 малоземельных немцев республики. В 1928 году здесь создан Орловский немецкий сельсовет (с/с), тогда же появились 4 новых населённых пункта. В 1926 году общая площадь составила 35089 десятин, население — 13 874 человек, из них — 67,5 % немцев .
Район строился на базе дореволюционных немецких колоний с центром в Высокополье (до 1915 — село Кронау), основанном 1869 немцами — переселенцами из Таврической губернии . Иностранные поселения и после упразднения колониального управления в 1871 году вплоть до 30-х годов XX века как в обиходе, так и в официальных документах часто назывались колониями, хотя официально являлись сёлами
Упразднён Указом Президиума ВС УССР от 26 марта 1939 года. Озеровский сельсовет включён в состав Владимировского района, остальные сельсоветы — Больше-Александровского района.

## Административное деление
В 1926 году в состав района входили:
1. Высокопольский с/с (с. Высокополье (Кронау), с. Потёмкино (Ландау), с. Марьяновка (Ней-Мангейм), с. Любомирка (Фирстенталь), с. Князевка (Фирстенфельд), с. Брусилово (Эбенфельд), с. Ольгино (Эйгенталь), с. Краснояр (Шенталь));
2. Заградовский с/с;
3. Ивановский с/с (х. Рузский (Гохфельд), х. Кочубеевский (Гринфельд), с. Новобратское (Зандфельд), с. Ивановка, х. Кнейслер, х. Нейдорф, х. Ней-Кронау, с. Суворовка (Эйгенфельд));
4. Кочубеевский с/с (с. Луговка (Александеркроне), с. Светловка (Блюменорт), с. Никольское (Николайфельд), с. Кочубеевка (Тиге));
5. Наталинский с/с;
6. Озеровский с/с (с. Новоалександровка (Александрофельд), с. Ровнополье (Ней-Гальбштадт), с. Озёровка (Ней-Шензее));
7. Орловский с/с (с. Благодатное (Гнаденфельд), с. Орлово, с. Мировка (Фриденфельд));
8. Пригорьевский с/с (с. Пригорье (Альтонау), с. Розовка (Розенорт), х. Форвертс, с. Красновка (Шенау), с. Каменка (Штейнфельд)).

Для сведения: в скобках приведены названия населённых пунктов до их переименования в 1915 году.